# Прошиці
Прошиці (пол. Proszyce) — село в Польщі, у гміні Ґрембоциці Польковицького повіту Нижньосілезького воєводства.
Населення — 91 особа (2011).
У 1975-1998 роках село належало до Легницького воєводства.

## Демографія
Демографічна структура станом на 31 березня 2011 року:
|          | Загалом | Допрацездатний вік | Працездатний вік | Постпрацездатний вік |
| -------- | ------- | ------------------ | ---------------- | -------------------- |
| Чоловіки | 51      | 10                 | 35               | 6                    |
| Жінки    | 40      | 5                  | 22               | 13                   |
| Разом    | 91      | 15                 | 57               | 19                   |